# يوجين شميت
يوجين شميت (بالدنماركية: Eugen Schmidt)‏ هو منافس ألعاب قوى دنماركي، ولد في 17 فبراير 1862 في كوبنهاغن في الدنمارك، وتوفي في 7 أكتوبر 1931 في آلبورغ في الدنمارك.

## وصلات خارجية
- يوجين شميت على موقع الاتحاد الدولي (الإنجليزية)
- يوجين شميت على موقع اللجنة الأولمبية الدولية (الإنجليزية)
- يوجين شميت على موقع أوليمبيديا (الإنجليزية)